# 三好村 (栃木県)
三好村（みよしむら）は栃木県の南西部、安蘇郡に属していた村である。

## 地理
- 河川 - 旗川

## 歴史
- 1889年（明治22年）4月1日 町村制施行により、戸室村、岩崎村、船越村が合併し安蘇郡三好村が成立する。
- 1954年（昭和29年）3月31日 （旧）田沼町、野上村と合併し田沼町となる。
- 2005年（平成17年）2月28日 田沼町が（旧）佐野市、葛生町と合併し佐野市となる。

## 村長
- 蓼沼丈吉
- 山口光一郎